# Vindkraftverket i Laasow
Vindkraftverket i Laasow cirka 20 km öster om Cottbus i östra Tyskland var när det restes 2006 världens högsta vindkraftverk fram till 2012 då andra verk med högre höjd restes. Tornet når 160 meter över marken, turbinen har en diameter på 90 meter och maxeffekten är 2,5 megawatt. Kraftverket byggdes på tre månader av företaget Fuhrländer år 2006.
Turbinen är trebladig och horisontalaxlad med ett varvtal på mellan cirka 10 och 18 varv/minut. Turbinens rotation växlas upp genom en trestegs växellåda av planettyp med utväxlingen 1:72 till en asynkrongenerator av typen DFIG (Double Fed Induction Generator) med ett varvtal på mellan cirka 700 och 1300 RPM. Generatorn ger en växelspänning på 690 Volt och 50 Hz som matas ut till det anslutande elnätet.

## Effektkurva
| Information | Diagrammet är tillfälligt inaktiverat. Grafer inaktiverades den 18 april 2023 på grund av programvaruproblem. Arbete pågår för att ta fram ett nytt verktyg. |

Diagrammet visar effektkurva för vindkraftverket i Laasow. Vid inkopplingshastigheten 3,5 m/s är det nätt och jämnt att effekten från kraftverket täcker verkets egenförbrukning, men med ökande vindhastighet stiger effekten brant. Vid 13 m/s uppnås märkeffekten eller toppeffekten 2,5 MW. Över denna vindhastigheten "spills" vinden genom att turbinbladen delvis vrids ur vinden, och kraftverket ger konstant märkeffekten ända upp till 25 m/s där kraftverket stängs av. Den valda vindhastigheten för avstängning ("cut-off speed") är en avvägning mellan att det normalt är ett fåtal timmar om året som det blåser så mycket varför förlorad energi är liten, och att det vid vindvariationer vid dessa höga vindhastigheter kan vara risk för överbelastning av verket.